# Магьосникът (карта таро)
Магьосникът (I), известен още като Магът или Жонгльорът, е първият коз или карта от главната аркана в повечето традиционни колоди Таро. Използва се в игри и гадаене.
В игрови контекст е равна на Дребосъка, най-ниската козова карта. Окулта реконтекстуализира козовете като Главна аркана и им придава езотерични значения.[ неясно? ] В този контекст, Магьосникът е първата номерирана и общо втората карта от Главната аркана, а преди него е Глупакът. Магьосникът е обект на окултно изучаване и се тълкува като символ на сила, потенциал и обединението на материалния и духовния свят.

## Иконография
На френски език, Le Bateleur, „шарлатанинът“ или „артистът с ловка ръка“ е илюзионист. Италианците го наричат Il Bagatto или Il Bagatello. Картинката от Mantegna Tarocchi, която съответства на Магьосника е Artixano – Занаятчията и е втората най-ниска карта след Просяка. Гравюрите от 18-ти век наподобяват свободните художествени интерпретации от ръчно нарисуваните за семействата Висконти и Сфорца карти от 15-ти век. В колодата приписвана на Бонифачи Бембо, Магьосникът играе с чаши и топки.
Езотеричните тестета превръщат шарлатанина в маг. Извивките на периферията на магьосническата шапка в марсилското тесте наподобяват математическия знак за безкрайност в езотеричните тестета. Добавени са и други символи. Магьосникът си е наредил маса навън, на която е изложил символите на боите от Малката аркана: Чаши, Пентакли, Мечове. Четвъртия символ държи в ръката си (Жезъл).
Илюстрацията на Магьосникът от колодата на Райдър-Уейт е създаден от Артър Едуард Уейт за Херметически орден на Златната зора през 1910 г. Над главата му е знакът за безкрайност, а коланът му е уроборос – символи на вечността. Намира в цветна градина, символ на сбъднати желания.

## Символизъм

### Райдър–Уейт
Магьосникът сочи нагоре към небето с едната си ръка, а с другата надолу към земята, което се тълкува като препратка към духовните и материални сфери – „както на небето, така и на земята“. На масата пред него има чаша, меч, жезъл и пентакъл, съответстващи на четирите бои от Малката аркана. Те символизират класическите елементи земя, въздух, огън и вода, с които адепта борави и променя по собствена воля. В дясната си ръка, сочеща нагоре, държи жезъл с два края, които също символизират ролята на Магьосникът като посредник между духовното и материалното. Робата му е бяла, което символизира чистота, но и неопитност, а червената му мантия се тълкува като символ на волята и страстта от една страна и егоизъм, ярост и отмъстителност от друга. Пред него е градина с йерихонски рози и момини сълзи, която демонстрира способността на Магьосникът да развива и оползотворява потенциала си.
Магьосникът се свързва с планетата Меркурий, а оттам и със знаците Близнаци и Дева в астрологията.

### Марсилия
Макар колодата на Райдър-Уейт да е най-използваната в окултния контекст, тестета за игра като Марсилското таро, също се тълкуват от символична гледна точка. Магьосникът в марсилското таро е изобразен с шест пръста на лявата ръка, което Алехандро Ходоровски интерпретира като символ на манипулирането и пренареждането на реалността. Единият от четирите крака на масата излиза извън композицията, от което идва твърдението, че „Магьосникът придава материалност на ситуацията, чрез преминаване от сцената на възможностите в реалността на действията и изборите“.
Вместо с цветя, Магьосникът в марсилската колодата е изобразен с едно малко растение между краката си. То се тълкува като половия органи на личната майка, или на абстрактна концепция за майката природа.

## Гадаене
Подобно на останалите карти в Главната аркана, окултните значения на Магьосникът са обект на сложен и дълъг анализ. Общо казано, Магьосникът се свърза в енергията, потенциала и сбъдването на желанията; картата символизира срещата на материалния и духовния свят („както горе, така и долу“) и превръщането на духовна енергия в реално действие.
Експертите по таро тълкуват Магьосникът спрямо връзката му с предходната карта Глупакът; Рейчъл Полък нарича картата „образът на фокусника“. Важен аспект от визуалния символизъм на картата на Райдър-Уейт са ръцете, едната сочеща небето, а другата земята. Полък и други виждат това като отражение на херметичната максима „както горе, така и долу“, според която механизмите на макрокосмоса (вселената като цяло, живо същество) и микрокосмоса (човешкото същество като вселена) са взаимно преплетени. За Полък, Магьосникът е метафизичен гръмоотвод, канализиращ вселенската енергия през човека.
Според книгата от 1910 г. на Артър Едуард Уейт „Картинен ключ към Таро“, картата е свързана с божествения план за човека. Уейт тълкува Магьосникът през гностична гледната точка и свързва картата с цифрата осем (с която знакът за безкрайност е свързан визуално) и гностичната идея за прераждането на душата в тайно осмо небесно царство. Знакът за безкрайност над главата на Магьосникът се тълкува и като символ на Светия дух, който е пророческия и теофански аспект на Светата Троица.
Също като при другите карти, символиката на Магьосникът се тълкува различно, ако е изтеглена обърната. Изправената карта символизира потенциала и оползотворяването на талантите, но обърнатата сочи към разпиляност и неизпълнен потенциал. Магьосникът обърнат се свързва и с черната магия и лудостта. Магьосникът обърнат символизира неосъзнати и потиснати способности, а целта е да „изправим“ картата, тоест да преобърнем преживяванията в позитивни.